# Château d’Orion

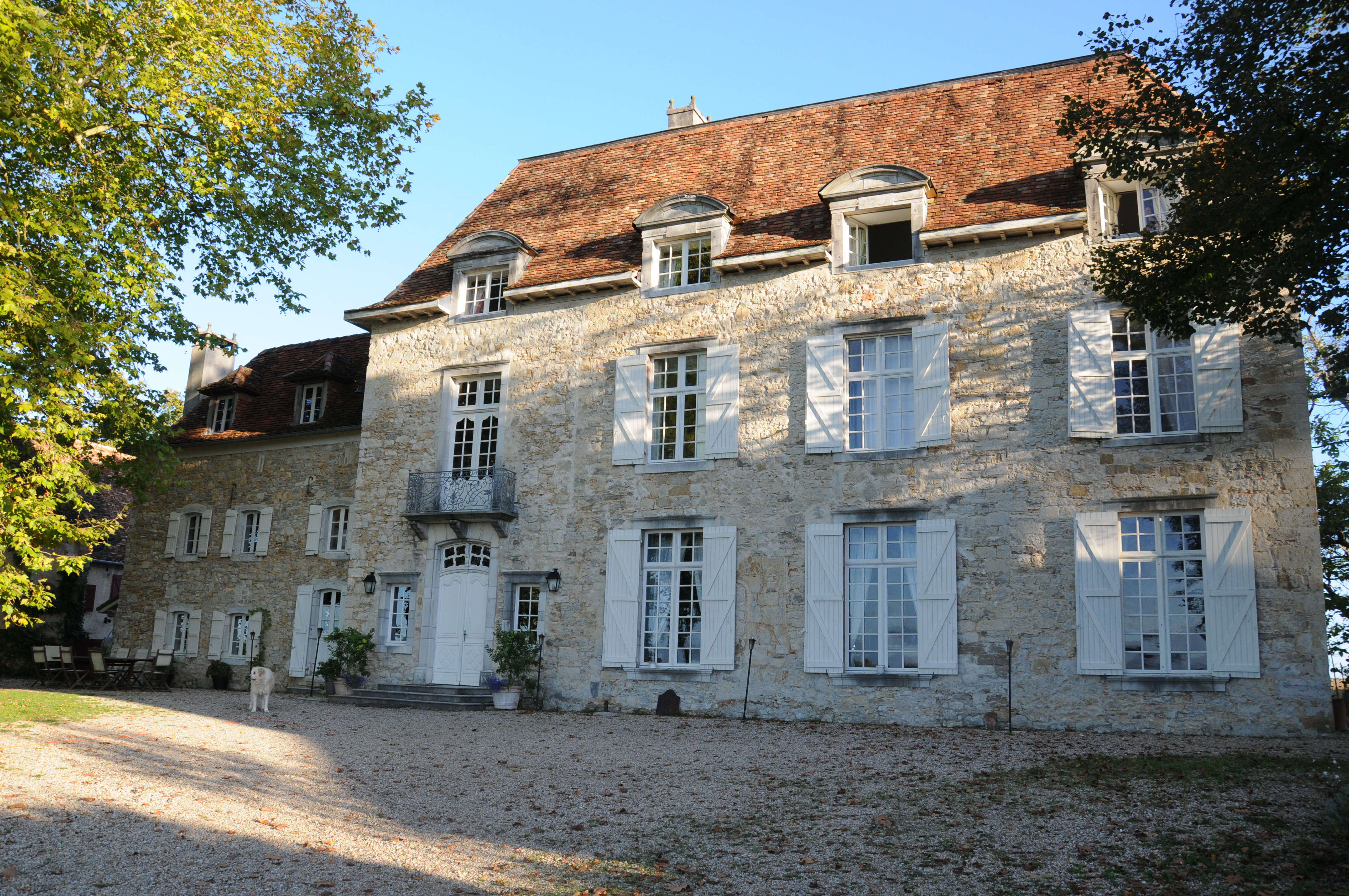
Château d’Orion

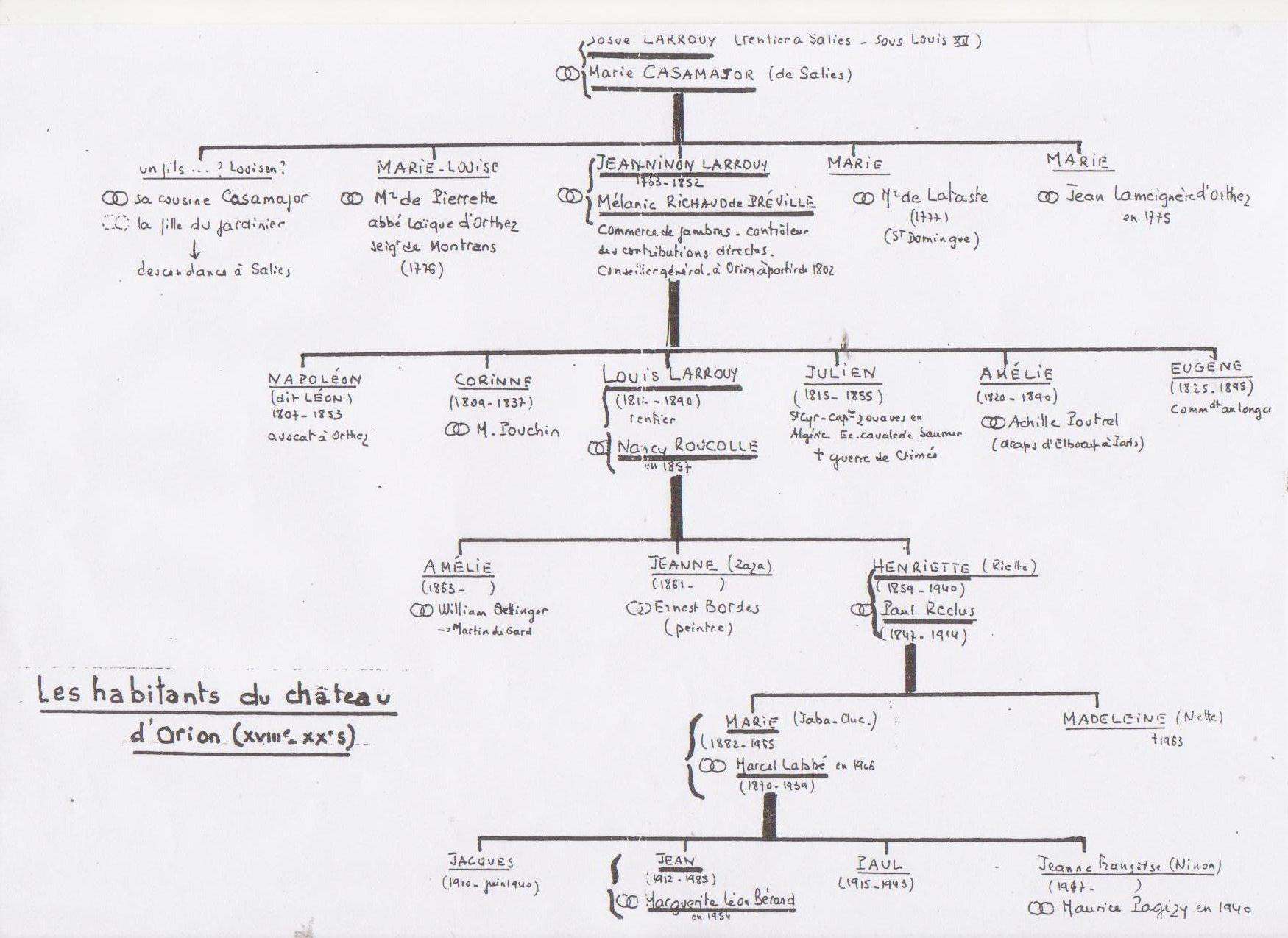
Bewohner des Château d’Orion
(18. bis 20. Jahrhundert)

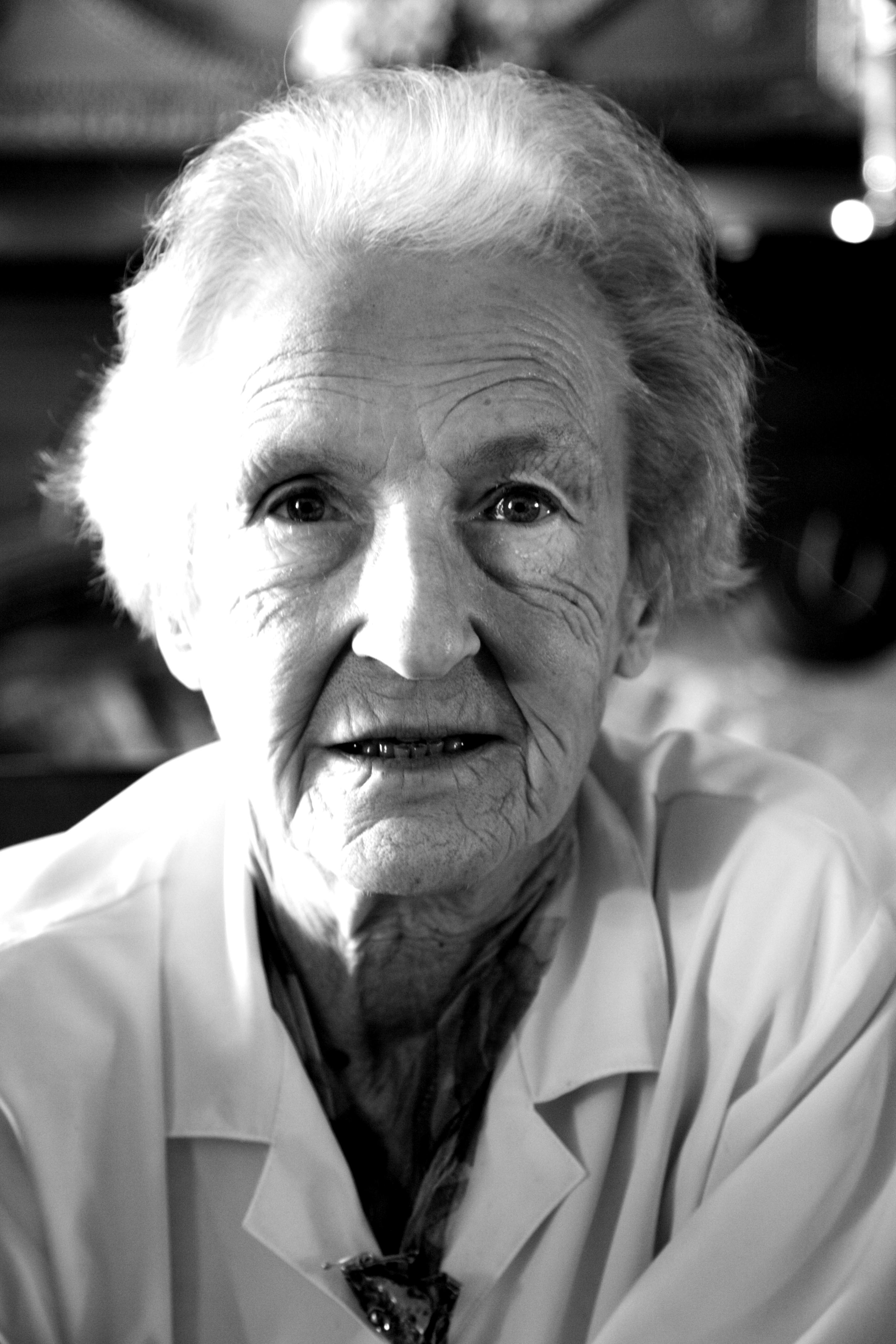
Marguerite Labbé 2006

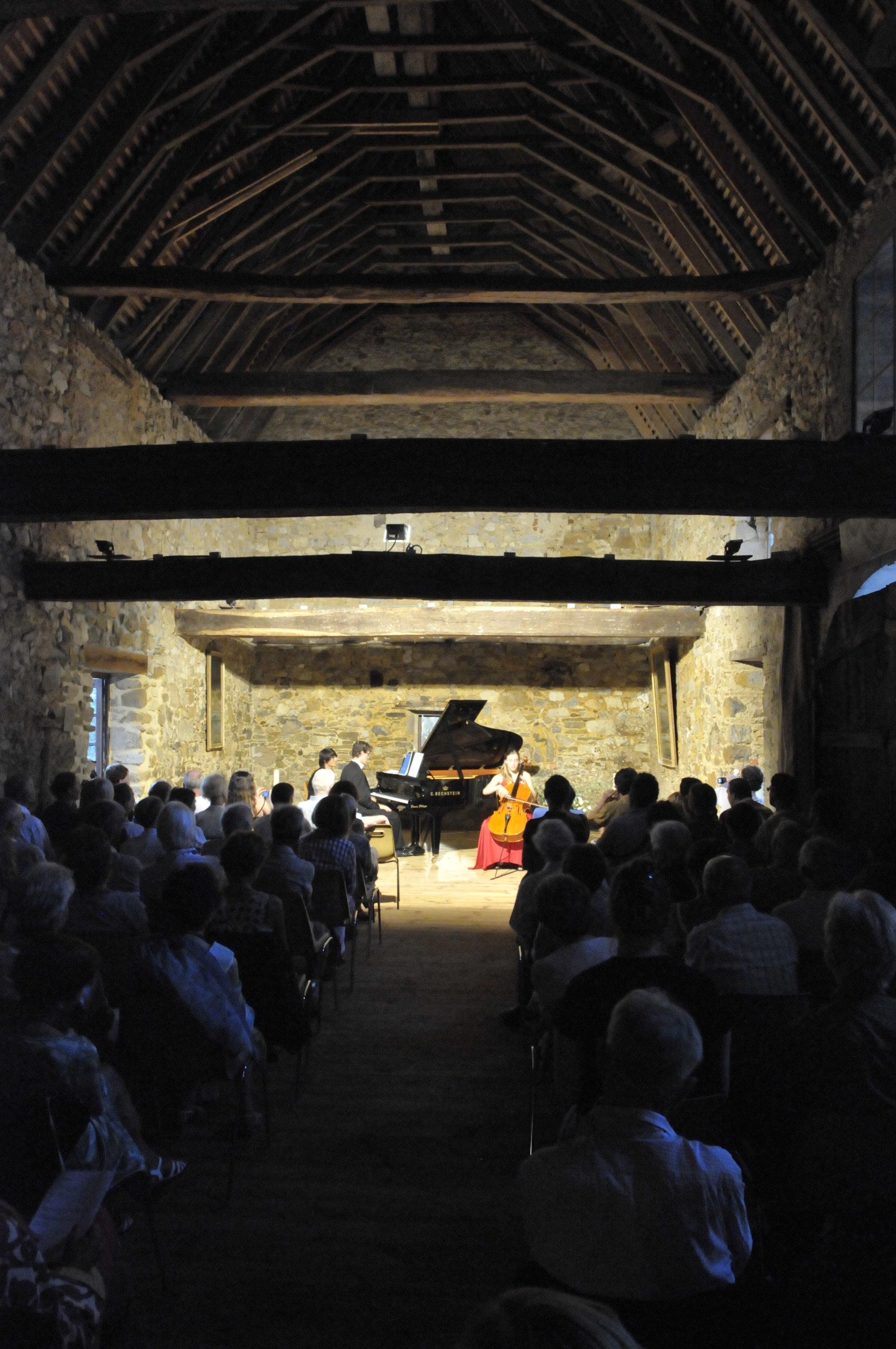
Nadège Rochat und Florian Noack

Das Château d’Orion wurde im 17. Jahrhundert errichtet und ist heute ein Kultur-, Gäste- und Veranstaltungshaus in der Gemeinde Orion im Département Pyrénées-Atlantiques im Südwesten von Frankreich.

## Geografische Lage
Die Gemeinde Orion liegt in der historischen Region Béarn, die bekannt ist durch das Weinanbaugebiet Jurançon und die Therme von Salies-de-Béarn, mit deren Salz der berühmte Bayonner Schinken hergestellt wird. Der Ort liegt direkt an einem der bekannten Jakobswege, dem Voie de Vézelay.

## Geschichte
Das typische Béarnaiser Landschloss wurde über die Jahrhunderte hinweg laufend erweitert. Bis heute ist die ursprüngliche Innenausstattung weitgehend erhalten geblieben, teilweise befindet sie sich sogar noch im Originalzustand.
Die Familie Casamayor war der erste Besitzer des Anwesens. Bis zur Französischen Revolution betreuten sie die naheliegende Kirche. Nach der Restauration in Frankreich kaufte die Familie Jean-Ninon Larrouy, die dank dem Handel mit dem begehrten Bayonner Schinken zu Reichtum und Wohlstand gekommen war, das Gut im 19. Jahrhundert.
Über die Erben Louis und anschließend Henriette Larrouy kam das Haus in den Besitz des berühmten französischen Chirurgen Paul Reclus. Dieser experimentierte in Paris mit Kokain als Narkosemittel und erfand die Wundsalbe Pommade de Reclus. Dessen begehrter Tochter Madeleine Reclus widmete Henri de Régnier, der Dichter und Freund André Gides, ein eigenes Sonett, in dem es heißt: „Ich liebe ihr Haus, das den Namen eines Sterns trägt, den ihre Augen erhellen …“. Zwei der insgesamt fünf Brüder von Paul Reclus waren ebenfalls zu ihrer Zeit bekannte Persönlichkeiten. Élisée Reclus war einer der bekanntesten Anarchisten Frankreichs sowie ein weltberühmter Geograph und Armand Reclus wirkte als Ingenieur am Bau des Panamakanals mit.
Sein Nachfahre, Jean Labbé, heiratete in den 1950er Jahren Marguerite Bérard, die Tochter des ehemaligen französischen Erziehungs- und Justizministers Léon Bérard. 2003 verkaufte sie das Schloss an die Familie Premauer aus München, die dem Haus mit der Restaurierung das Leben als kulturelle Begegnungsstätte zurückgab. Marguerite Labbé lebt noch heute (Stand: Februar 2012) in ihrem Zimmer auf Schloss Orion.

## Heute
Auch heute noch ist das Haus öffentlich zugänglich und das gesamte Anwesen erstreckt sich über 30 Hektar, davon sind 15 Hektar Waldfläche. Nach der Übergabe des Hauses an die deutsche Familie Premauer, die das Château d’Orion im Jahr 2003 gekauft hatte, wurden viele Teile des Hauses renoviert und erneuert. Das Unternehmen Château d’Orion, das daraufhin gegründet wurde, betreibt das Château als Kultur-, Gäste- und Veranstaltungshaus. Diverse regelmäßig durchgeführte kulturelle Veranstaltungen des regionalen Vereins Rencontre d’Orion stellen sicher, dass das Château d’Orion als ein gesellschaftliches und kulturelles Zentrum der Region erhalten bleibt.

## Veranstaltungen (Auswahl)
- Denkwochen mit Rudolf Lüthe (2004) (2011) (2012) (2014) (2016) (2017) (2019)
- Fotoausstellung Antanas Sutkus über Jean-Paul Sartre (2005)
- Denkwochen mit Julian Nida-Rümelin (2005) (2008) (2016)
- Denkwoche mit Jean-Christophe Ammann (2005)
- Denkwochen mit Rüdiger Safranski (2007) (2008) (2011) (2015)
- Diskussion mit Edgar Morin zu neuen Kommunikationsstrategien (2008)
- Seminar Heinrich Mann (2008)
- Denkwoche mit Hans-Peter Dürr (2008)
- Meisterklasse mit internationalen Fachjournalisten und Künstlern, u. a. Frédéric Chaubin „Das Neue im Alten“ (2008)
- Denkwoche mit Wilhelm Schmid (2009)
- Denkwoche mit Konrad Paul Liessmann (2009)
- Denkwoche mit Egon Bahr: Lebenswerke – Wandel durch Annäherung (2010)
- Denkwoche mit Hartmut Rosa (2011)
- Denkwoche mit Manfred Osten (2011)
- Denkwoche mit der Zeppelin Universität (2011)
- Veranstaltung 50 Jahre deutsch-französische Freundschaft (2013)
- Veranstaltung „Was würde Jean Monnet heute für Europa tun“ (2013)
- Handwerkeraustausch zwischen Handwerkern aus Oberbayern und dem Baskenland (2013)[7]
- Konferenz zur Aufrechterhaltung der deutsch-französischen Städtepartnerschaften (2013)[8]
- Seminar Hannah Arendt: Leben und Wirken vor und nach Gurs (2014)
- Denkwochen mit Elisabeth von Thadden (2015) (2016) (2019)
- Denkwoche mit Günter Faltin (2016)
- Denkwoche mit Jocelyn B. Smith (2016) (2017) (2018) (2019) (2020)
- Denkwoche mit Rainer Moritz (2017) (2018) (2019) (2020)
- Denkwoche mit Jutta Eckstein (2017)
- Denkwoche mit Ivan Engler (2019)
- Denkwoche mit Martin Korte (2019)
- Denkwoche mit Angelika Kirchschlager und Alfred Dorfer (2019)

## Bildergalerie

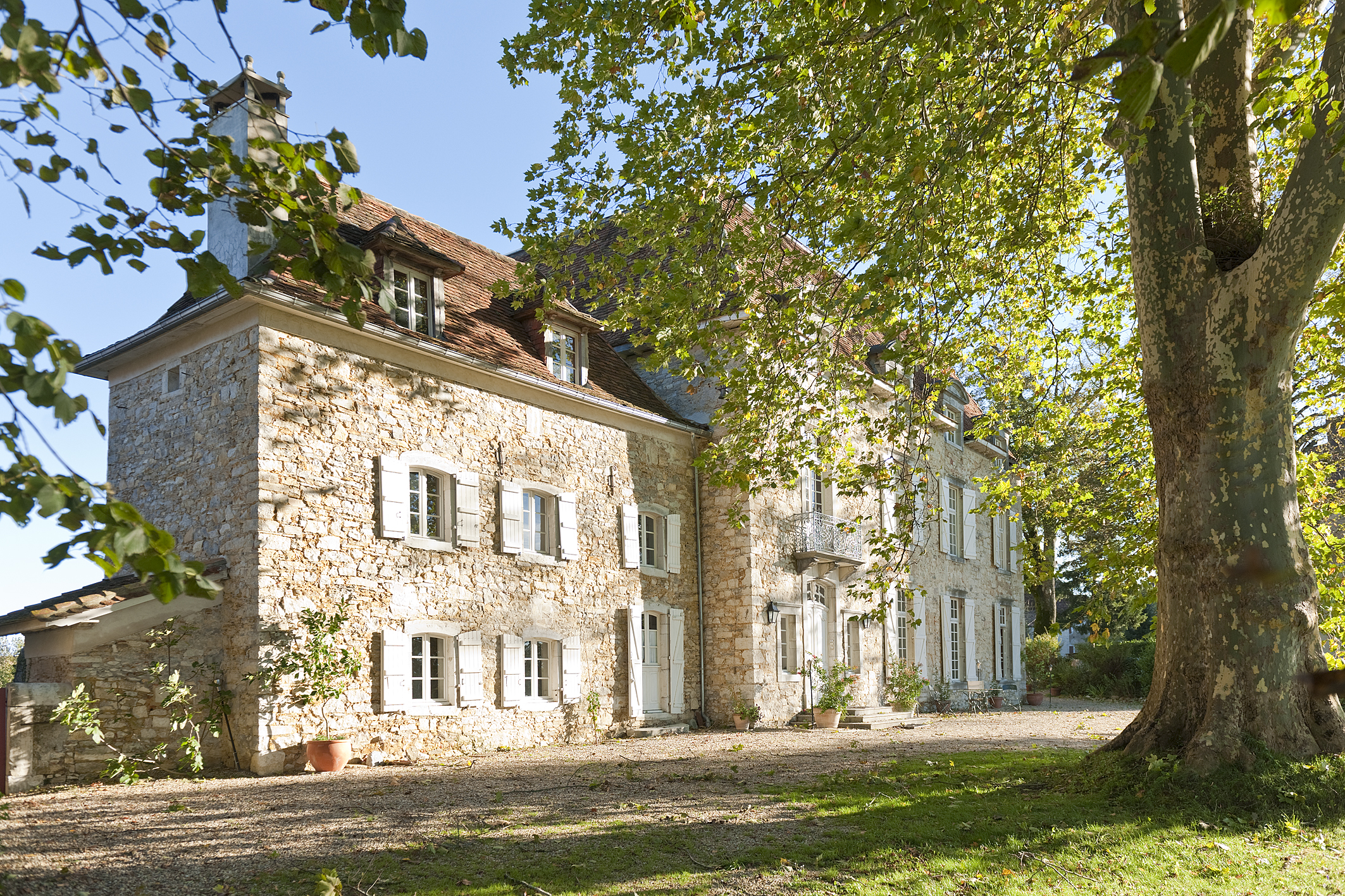
Südansicht
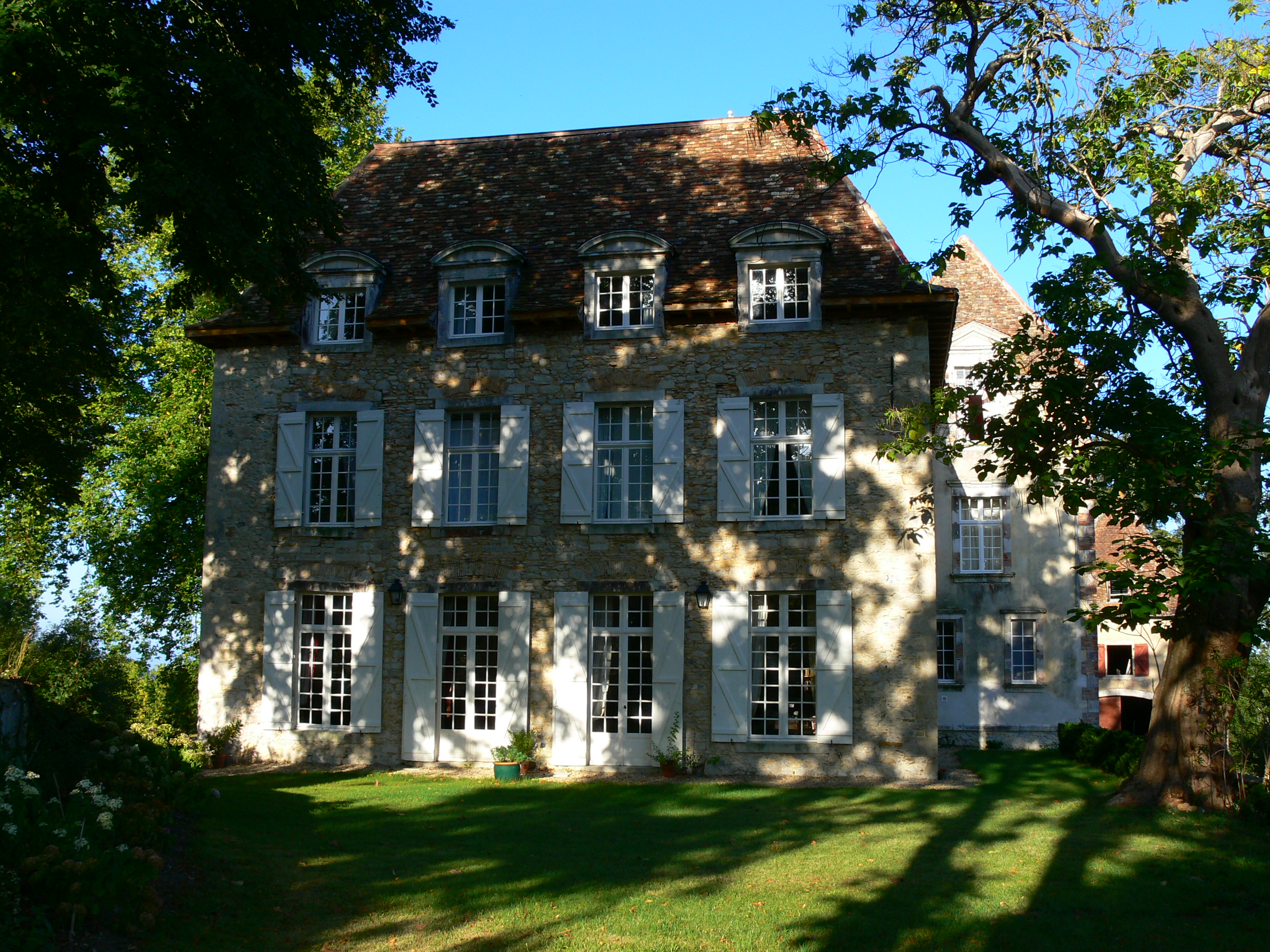
Ostansicht
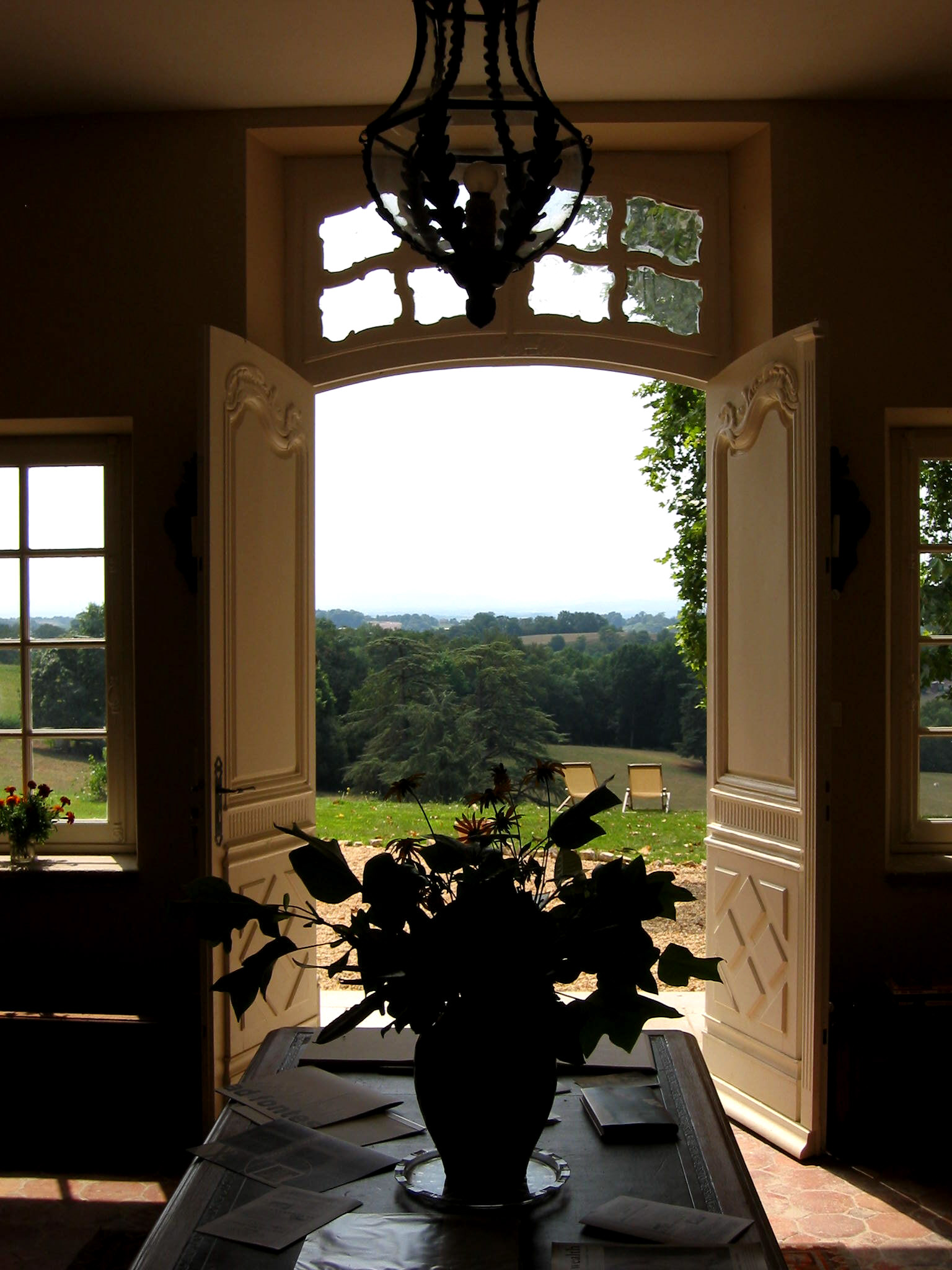
Eingangshalle
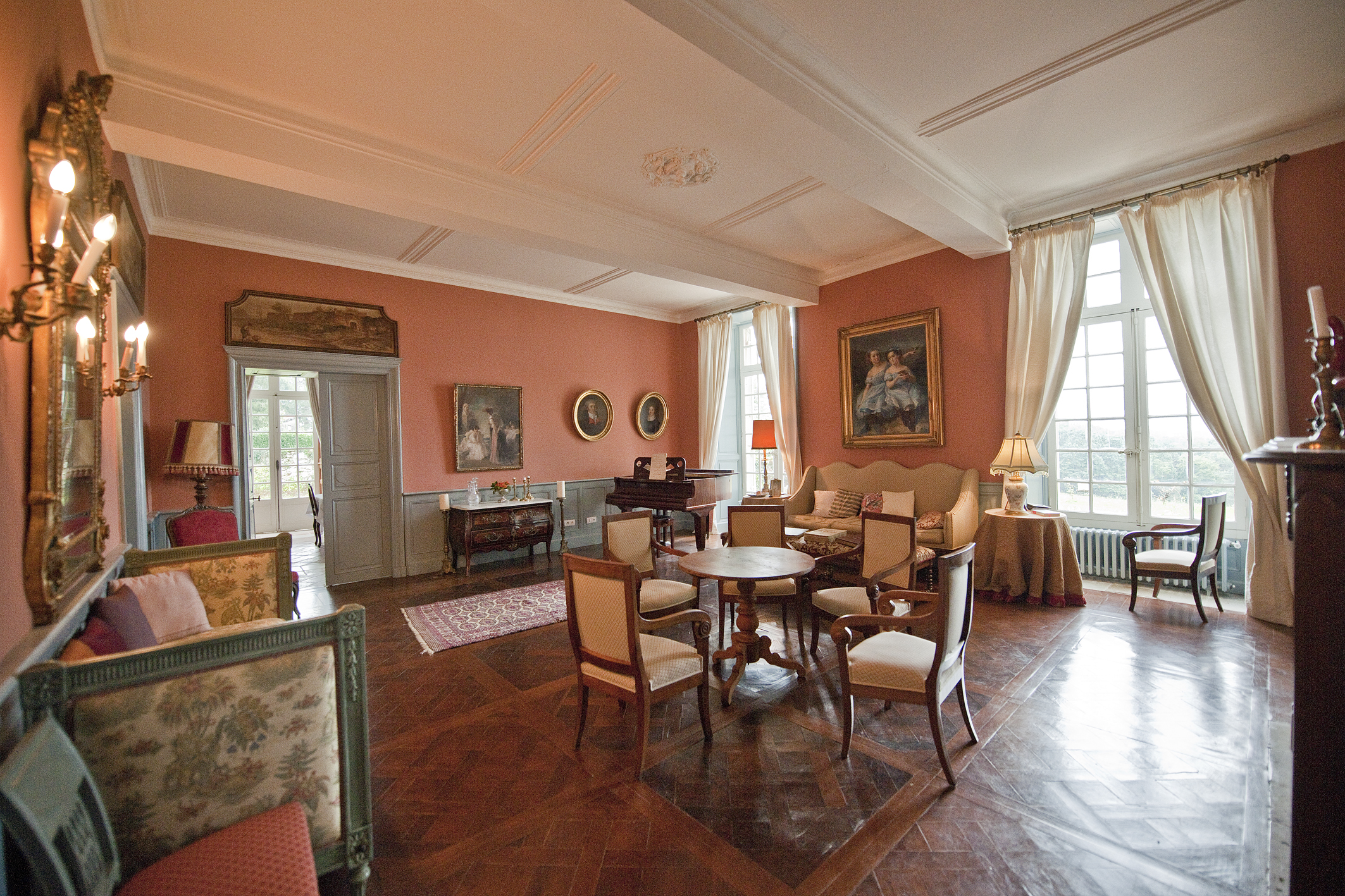
Grand Salon
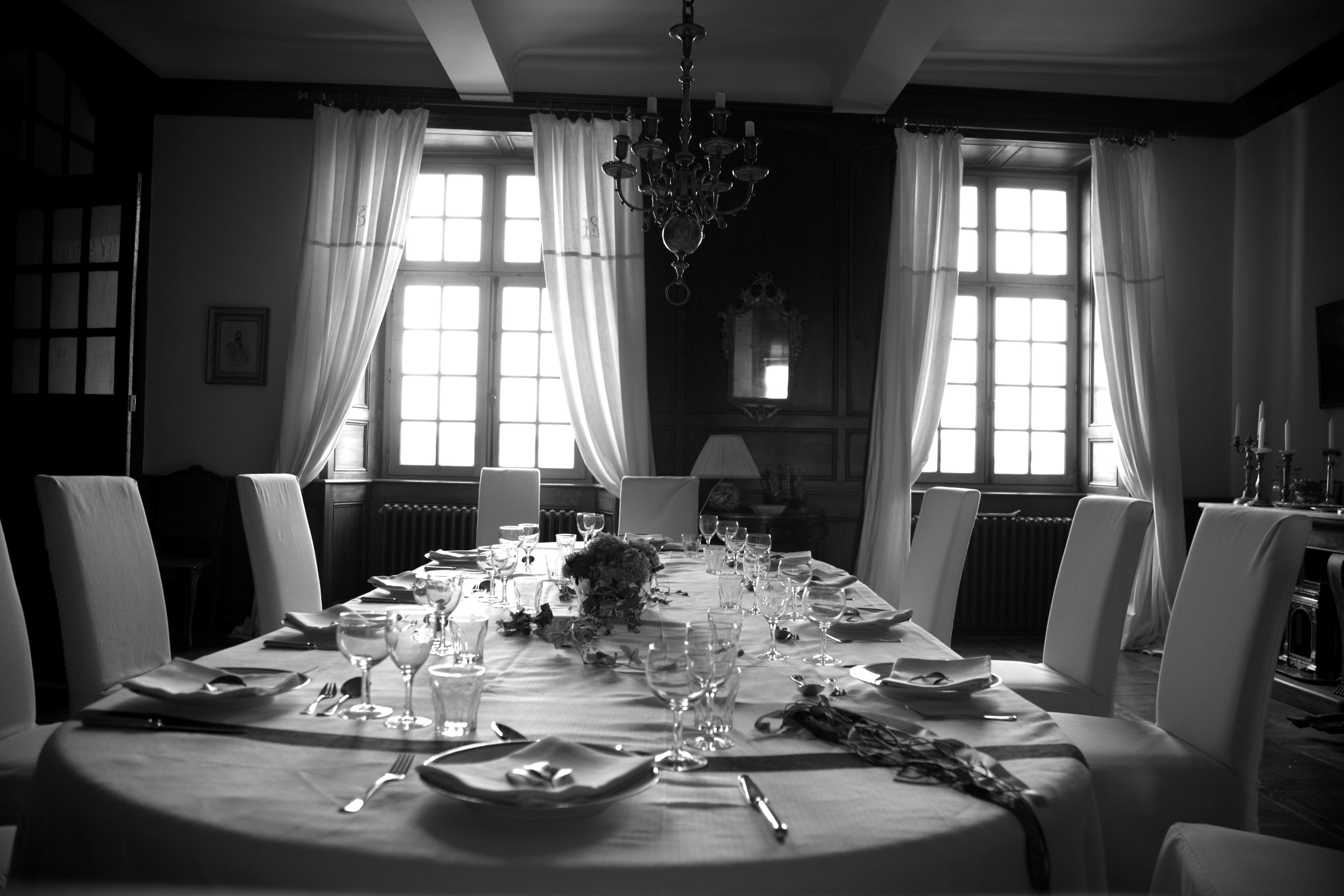
Speisesaal
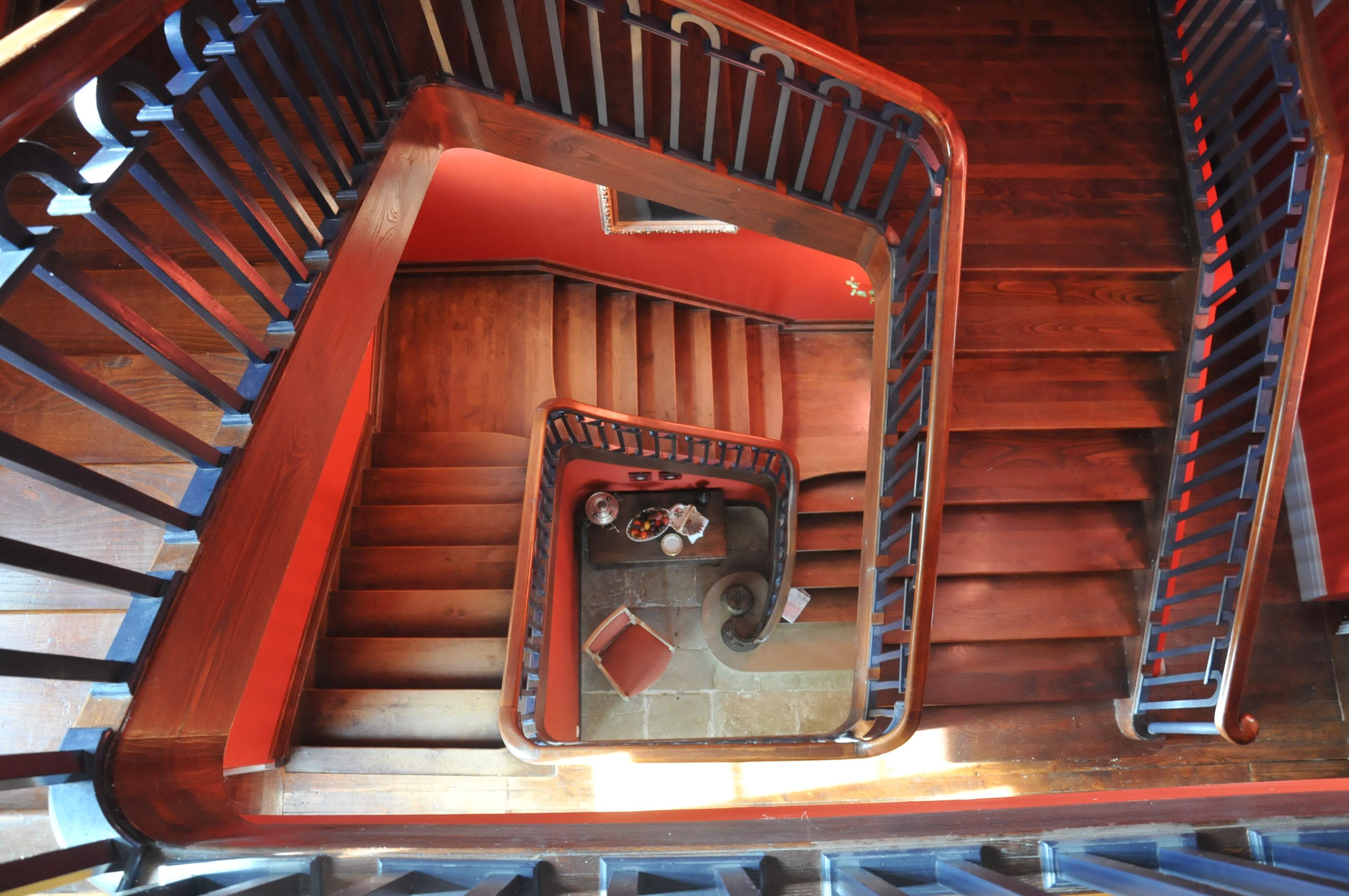
Treppenhaus
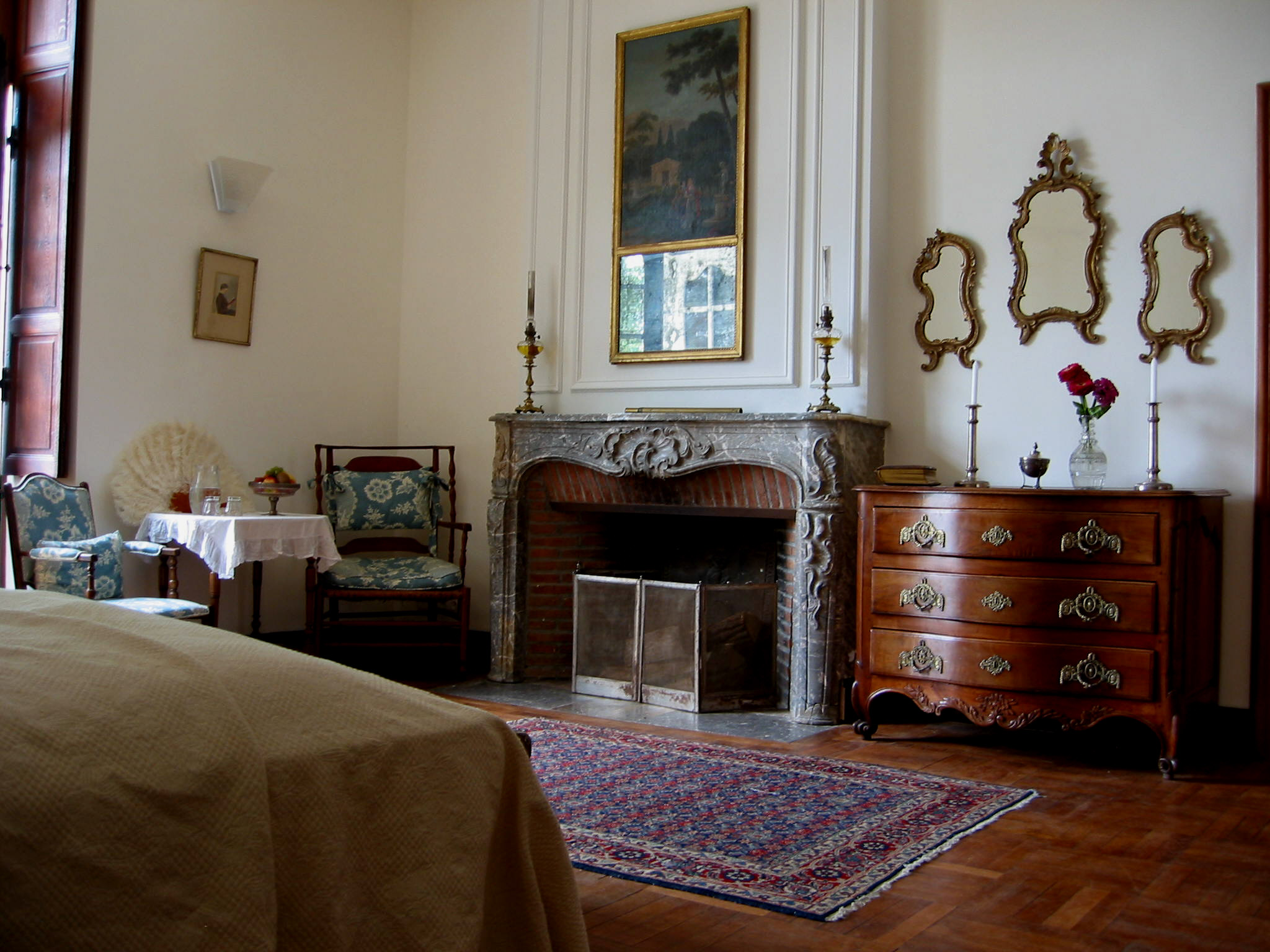
Das Zimmer „Casamayor“
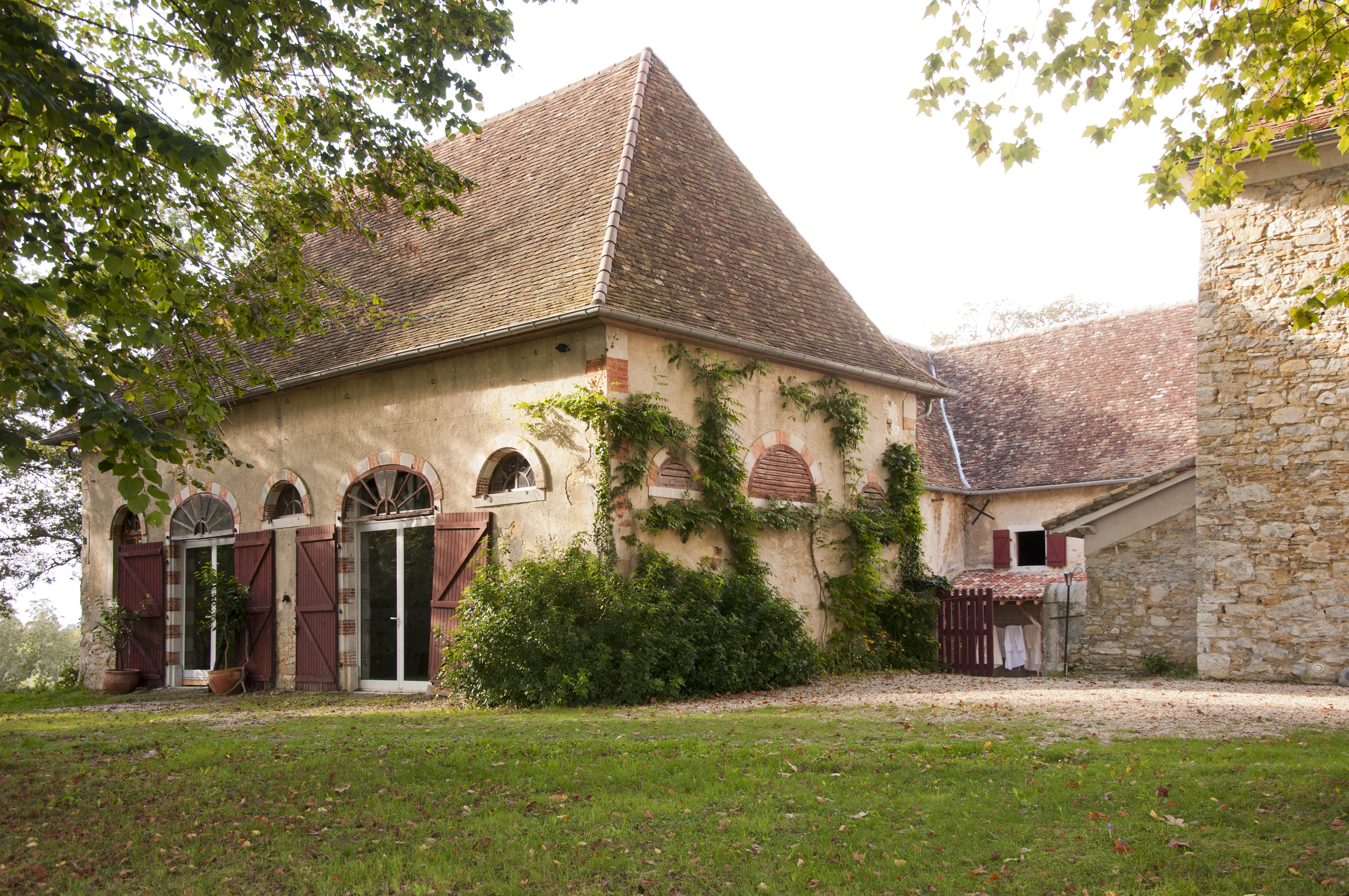
Die Scheune